# Estadio Municipal de Champerico
El Estadio Municipal de Champerico es un recinto deportivo localizado en el municipio y puerto de Champerico, que pertenece al departamento de Retalhuleu, en Guatemala. Es utilizado por el club Deportivo Champerico para disputar sus partidos en Segunda División de Guatemala.
- Datos: Q30911305